# 韩伟 (中将)
韩伟（1906年2月10日—1992年4月8日），中国人民解放军中将，1955年获一级八一勋章、一级独立自由勋章、一级解放勋章。1988年获一级功勋荣誉章。